# Torpedomänner greifen an
Torpedomänner greifen an (Originaltitel: Siluri umani) ist ein italienischer Kriegsfilm von 1954, der während des Zweiten Weltkriegs 1941 auf Kreta spielt. Die Rolle des Marinetauchers und Schnellbootfahrers Magrini wurde von Carlo Pedersoli gespielt, der später unter dem Künstlernamen Bud Spencer international bekannt wurde. Weitere Aufführungstitel sind Tscheweschki Torpeda (Bulgarien), Torpedos Humanos (Brasilien, Portugal), Uppdrag utan återvändo (Schweden), Torpilles humaines (Frankreich), Menneske-torpedoer (Dänemark). Der Film entstand in enger Zusammenarbeit mit der Marina Militare unter besonderer Mitwirkung von Fregattenkapitän Luigi Faggioni. Die westdeutsche Uraufführung fand am 27. April 1956 statt.

## Handlung
Italien vermutlich Ende 1940. Mehrere Offiziere und Unteroffiziere der italienischen Kriegsmarine treffen sich auf eine Einladung hin in einem Flottenstützpunkt. Hier wird ihnen erklärt, dass ein Sonderunternehmen gegen die Royal Navy auf Kreta geplant ist, für das hochqualifiziertes Personal benötigt wird. Alle melden sich freiwillig.
In einem eigens präparierten Übungsbereich trainieren die Freiwilligen den Einsatz von Kleinst-Torpedobooten bzw. Schnellbooten vom Typ Sprengboot M.T. gegen die Briten. Die Boote tragen nur einen Torpedo. Die Taktik besteht darin, sich nachts an die feindlichen Schiffe heranzuschleichen und dann mit Höchstgeschwindigkeit auf das Ziel zuzufahren. Kurz vor dem Zusammenprall sollen die Schnellbootfahrer, die Taucheranzüge tragen, rückwärts von den Booten abspringen. Es wird erwartet, dass die Briten die freiwillig Schiffbrüchigen dann retten werden. Wie der Ausbildungsoffizier betont, handelt es sich nicht um ein Kamikaze-Unternehmen.
Die Einheit wird auf die griechische Insel Leros verlegt. Doch bevor der Einsatz gegen Kreta stattfindet, tritt ein Notfall ein. Ein italienisches U-Boot wird von zwei britischen Jagdbombern angegriffen und versenkt. Da das Wrack jedoch in flachen Gewässern liegt, besteht die Möglichkeit, einen Teil der Besatzung zu retten, die sich in einem durch Schotten abgetrennten Bereich des Boots aufhält. In einer hochdramatischen Rettungsaktion gelingt es den Mitgliedern des Kommandos, zuerst eine Sauerstoffleitung in das U-Boot zu legen und dann eine Luke zu öffnen, so dass die Besatzung, die nervlich extrem angespannt ist, schließlich aus dem gesunkenen Wrack aussteigen und gerettet werden kann.
Anschließend greift das Kommando nachts die Souda-Bucht an. Unter größten Schwierigkeiten gelingt es, Seeminensperren zu überwinden. Obwohl sie von den britischen Wachmannschaften entdeckt und unter rasendes Feuer genommen werden, gelingt der Angriff auf die britischen Einheiten. Die rechtzeitig abgesprungenen Torpedomänner werden von den Briten gerettet und geraten in Kriegsgefangenschaft.

## Produktionsnotizen, historischer Hintergrund

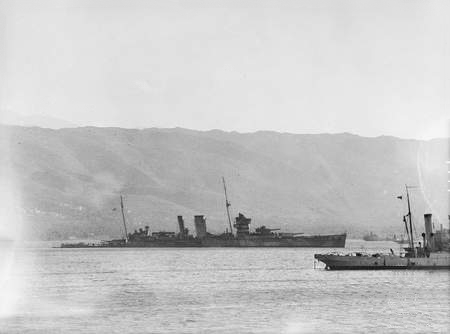
HMS York im Mai 1941

Der Film rekonstruiert den Angriff von Kleinst-Torpedobooten der Decima Flottiglia MAS am 25./26. März 1941 in der Souda-Bucht auf Kreta gegen Einheiten der Royal Navy, bei dem der Schwere Kreuzer York versenkt wurde. Zum Zeitpunkt der Handlungszeit hatte der Einsatz von japanischen Kamikazefliegern noch nicht stattgefunden, der filmische Verweis darauf ist daher unhistorisch.
Die Produktion entstand im Frühjahr 1954 in Zusammenarbeit mit Admiral Bragadin, der im Film durch Emilio Cigoli dargestellt wird. Der Berater Luigi Faggioni war der Kommandeur der Operation. Bragadin war auch an den Drehbüchern zu den Kriegsfilmen Die Sieben vom Großen Bären, El Alamein und Gefangen in der Tiefe beteiligt. Allen ist gemein, dass sie in enger Kooperation mit den italienischen Streitkräften entstanden. Die politische Ebene ist völlig ausgeblendet, jeglicher Hinweis auf das faschistische Herrschaftssystem fehlt.
Da Regisseur Leonviola die Dreharbeiten kurz vor der Fertigstellung abbrach, wurden sie durch Carlo Lizzani, der ungenannt blieb, beendet.